# V606 Aquilae

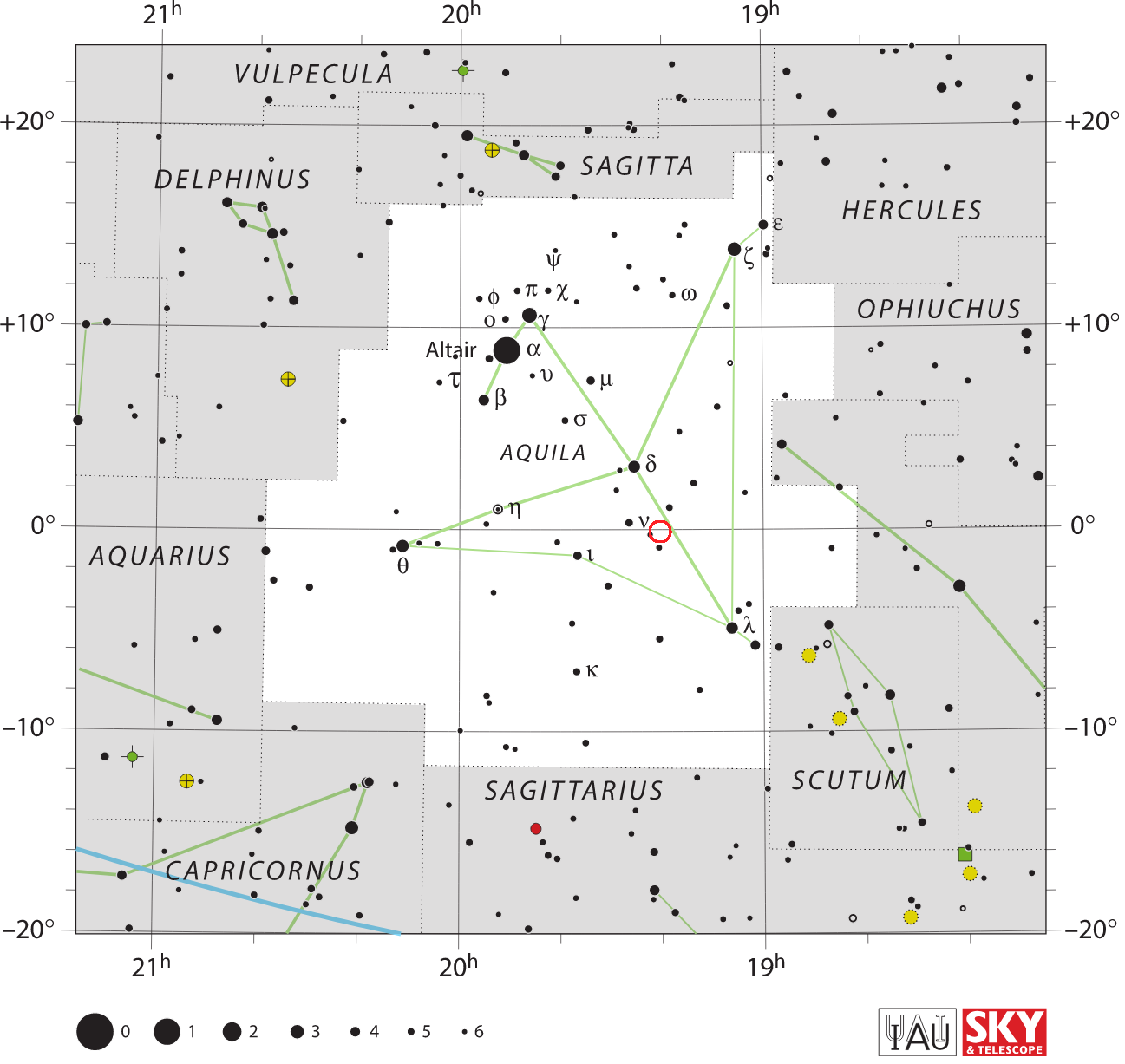
Carte du ciel avec la localisation de V606 Aquilae cerclé en rouge.

V606 Aquilae (ou Nova Aquilae 1899) était une nova qui survint en 1899 dans la constellation de l'Aigle. Elle atteignit une magnitude minimale (correspondant à une luminosité maximale) de 5,5.

## Coordonnées
- Ascension droite : 19h 02m 05.77s
- Déclinaison : −04° 26' 31.3"